# Carebara hunanensis
Carebara hunanensis (лат.) — вид очень мелких муравьёв рода Carebara из подсемейства Myrmicinae (Formicidae). Китай.

## Описание
Мелкие муравьи желтовато-коричневого цвета. От близких видов (например, от Carebara rectidorsa) отличается следующими признаками: голова почти квадратная, по ширине почти равна своей долине, дорзум груди прямой. Сложные глаза солдат из 16 фасеток, развиты 3 оцеллия. Затылочные углы головы без выступов-рогов. Длина тела 1—2 мм. Проподеум угловатый. Усики солдат и рабочих 9-члениковые с 2-члениковой булавой. Скапус короткий.  Нижнечелюстные щупики состоят из 2 члеников, нижнегубные из 2. Имеют диморфичную касту рабочих с мелкими рабочими и крупными солдатами. Стебелёк между грудкой и брюшком состоит из двух члеников: петиолюса и постпетиолюса (последний четко отделен от брюшка), жало развито, куколки голые (без кокона).

## Систематика
Вид был описан в 1995 году по материалам из Китая китайскими мирмекологами Jian Wu и Changlu Wang, под первоначальным названием Oligomyrmex hunanensis Wu, J. & Wang, C., 1995. Валидный статус подтверждён в 2003 году в ходе ревизии местной мирмекофауны китайским энтомологом профессором Ж. Сю (Zhenghui Xu).  Относят к трибе Solenopsidini.